# Centrum Democraten
Centrum Democraten (CD) fou un partit polític neerlandès fundat el 1984 per Hans Janmaat com a escissió del Centrumpartij (CP), qui pensava que moderant el partit guanyaria més votants (així el lema del CP Eigen volk eeerst el nostre poble primer, fou canviat pel d'Oost, West Thuis Best, proverbi neerlandès que diu que Oest, Est, a Casa millor). Es tracta d'un partit de caràcter nacionalista amb forta antipatia per la multiculturalitat i la immigració, partidari dels tests de sida obligatoris, la pena de mort, democràcia directa i conservació mediambiental.
Un congrés per a reconciliar ambdues formacions el 1986 acabà en desastre quan un grup d'antifeixistes va cremar el local i deixà invàlid el futur diputat Wil Schuurman. A les eleccions de 1986 cap dels dos va obtenir representació.
Des d'aleshores va fer treball de militància de base, i així va guanyar un escó a les eleccions de 1989 i a les municipals de 1990 va obtenir 11 regidors (Amsterdam i La Haia). Però els membres d'altres partits neerlandesos es negaren a col·laborar amb ells, inspirats en la política belga amb el Vlaams Blok, sobretot després de les declaracions de Janmatt contra el ministre de justícia, afirmant que havia de dimitir per ser jueu. Però això resultà contraproduent i a les municipals de 1994 va obtenir 77 regidors i 3 diputats a eleccions generals (Janmatt, Schuurman i Cor Zonneveld). Janmatt i Schuurman foren convictes de racisme a la Cort Neerlandesa. Alhora, la duresa de direcció de Janmatt provocà que molts abandonessin el partit, i a les eleccions de 1998 va perdre tots els seus representants. Després de la mort de Janmatt el 2002 es va dissoldre, i ja no participà en les eleccions.